# Kanton Saint-Nazaire-Centre
Kanton Saint-Nazaire-Centre (fr. Canton de Saint-Nazaire-Centre) je francouzský kanton v departementu Loire-Atlantique v regionu Pays de la Loire. Tvoří ho pouze centrum města Saint-Nazaire.